# Michiel Leezenberg
Maarten Michiel Leezenberg (1964) is een Nederlands filosoof.

## Biografie
Leezenberg studeerde klassieke talen, filosofie en algemene taalwetenschap en promoveerde in 1995 bij Renate Bartsch en Martin Stokhof op Contexts of Metaphor. Hij verbleef enige tijd in het Midden-Oosten, keerde terug en publiceerde het met de Socratesbeker bekroonde Islamitische filosofie (2001). In 2002 begon hij voor het NRC Handelsblad te schrijven.
In 2007 werd Leezenberg universitair docent aan de afdeling Wijsbegeerte van de Universiteit van Amsterdam. Hij specialiseert zich in islamitische filosofie en in de filosofie van Michel Foucault.